# When It Was Now
When It Was Now è l'album di debutto del gruppo musicale australiano Atlas Genius, pubblicato il 19 febbraio 2013 dalla Warner Bros. Records.

## Tracce
1. Electric – 4:03
2. If So – 3:01
3. Back Seat – 3:03
4. Trojans – 3:39
5. Through the Glass – 3:52
6. On a Day – 3:27
7. Centred on You – 3:37
8. Don't Make a Scene – 2:43
9. All These Girls – 3:23
10. When It Was Now – 3:31
11. Symptoms – 3:21

Tracce bonus nell'edizione deluxe
1. Trojans (Lenno Remix) – 4:42
2. Back Seat (Goldroom Remix) – 3:54
3. If So (Electric Lady Acoustic) – 3:36

## Classifiche
| Classifica (2013)         | Posizione massima |
| ------------------------- | ----------------- |
| Stati Uniti               | 34                |
| Stati Uniti (digital)     | 9                 |
| Stati Uniti (alternative) | 10                |
| Stati Uniti (rock)        | 11                |